# Liste des titres musicaux numéro un en France en 1971
Cette page liste les singles classés N°1 des ventes de disques en France durant l'année 1971.

## Numéros un par semaine

### Classement des singles
| Semaine | Sortie       | Artiste          | Titre                              |
| ------- | ------------ | ---------------- | ---------------------------------- |
| 1       | 2 janvier    | Poppys           | Noel 70                            |
| 2       | 9 janvier    | Poppys           | Noel 70                            |
| 3       | 16 janvier   | George Harrison  | My Sweet Lord                      |
| 4       | 23 janvier   | George Harrison  | My Sweet Lord                      |
| 5       | 30 janvier   | George Harrison  | My Sweet Lord                      |
| 6       | 6 février    | George Harrison  | My Sweet Lord                      |
| 7       | 13 février   | George Harrison  | My Sweet Lord                      |
| 8       | 20 février   | George Harrison  | My Sweet Lord                      |
| 9       | 27 février   | George Harrison  | My Sweet Lord                      |
| 10      | 6 mars       | Poppys           | Non je ne veux pas faire la guerre |
| 11      | 13 mars      | Poppys           | Non, non, rien n'a changé          |
| 12      | 20 mars      | Poppys           | Non, non, rien n'a changé          |
| 13      | 27 mars      | Poppys           | Non, non, rien n'a changé          |
| 14      | 3 avril      | Poppys           | Non, non, rien n'a changé          |
| 15      | 10 avril     | Poppys           | Non, non, rien n'a changé          |
| 16      | 17 avril     | Poppys           | Non, non, rien n'a changé          |
| 17      | 24 avril     | Poppys           | Non, non, rien n'a changé          |
| 18      | 1er mai      | Poppys           | Non, non, rien n'a changé          |
| 19      | 8 mai        | Sheila           | Les Rois mages                     |
| 20      | 15 mai       | Sheila           | Les Rois mages                     |
| 21      | 22 mai       | Sheila           | Les Rois mages                     |
| 22      | 29 mai       | Sheila           | Les Rois mages                     |
| 23      | 5 juin       | Johnny Hallyday  | Oh ! Ma jolie Sarah                |
| 24      | 12 juin      | Johnny Hallyday  | Oh ! Ma jolie Sarah                |
| 25      | 19 juin      | Johnny Hallyday  | Oh ! Ma jolie Sarah                |
| 26      | 26 juin      | Johnny Hallyday  | Oh ! Ma jolie Sarah                |
| 27      | 3 juillet    | Johnny Hallyday  | Oh ! Ma jolie Sarah                |
| 28      | 10 juillet   | Michel Delpech   | Pour un flirt                      |
| 29      | 17 juillet   | Michel Delpech   | Pour un flirt                      |
| 30      | 24 juillet   | Joan Baez        | Here's to you                      |
| 31      | 31 juillet   | Joan Baez        | Here's to you                      |
| 32      | 7 août       | Joan Baez        | Here's to you                      |
| 33      | 14 août      | Joan Baez        | Here's to you                      |
| 34      | 21 août      | Gilbert Montagné | The Fool                           |
| 35      | 28 août      | Gilbert Montagné | The Fool                           |
| 36      | 4 septembre  | Gilbert Montagné | The Fool                           |
| 37      | 11 septembre | Gilbert Montagné | The Fool                           |
| 38      | 18 septembre | Gilbert Montagné | The Fool                           |
| 39      | 25 septembre | Gilbert Montagné | The Fool                           |
| 40      | 2 octobre    | Gilbert Montagné | The Fool                           |
| 41      | 9 octobre    | Gilbert Montagné | The Fool                           |
| 42      | 16 octobre   | Gilbert Montagné | The Fool                           |
| 43      | 23 octobre   | Nicoletta        | Mamy Blue                          |
| 44      | 30 octobre   | Nicoletta        | Mamy Blue                          |
| 45      | 6 novembre   | Nicoletta        | Mamy Blue                          |
| 46      | 13 novembre  | Nicoletta        | Mamy Blue                          |
| 47      | 20 novembre  | Nicoletta        | Mamy Blue                          |
| 48      | 27 novembre  | Stone et Charden | L'Avventura                        |
| 49      | 4 décembre   | Stone et Charden | L'Avventura                        |
| 50      | 11 décembre  | Stone et Charden | L'Avventura                        |
| 51      | 18 décembre  | Stone et Charden | L'Avventura                        |
| 52      | 25 décembre  | Stone et Charden | L'Avventura                        |